# ジュッサーノ
ジュッサーノ（伊: Giussano）は、イタリア共和国ロンバルディア州モンツァ・エ・ブリアンツァ県にある、人口約26,000人の基礎自治体（コムーネ）。

## 地理

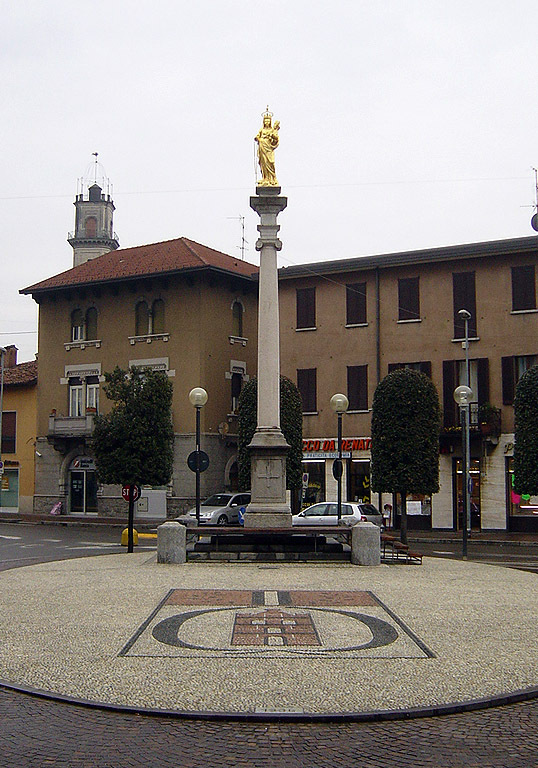
ジュッサーノ

### 位置・広がり
モンツァ・エ・ブリアンツァ県北部に位置するコムーネで、県都モンツァから北北西へ14km、コモから南東へ16km、レッコから南西へ23km、州都ミラノから北へ26kmの距離にある。

#### 隣接コムーネ
隣接するコムーネは以下の通り。COはコモ県所属。
| - アロージオ (CO) - 北 - インヴェリーゴ (CO) - 北東 - ブリオスコ - 北東 - ヴェラーノ・ブリアンツァ - 南東 - カラーテ・ブリアンツァ - 南東 - セレーニョ - 南 - マリアーノ・コメンセ (CO) - 西 - カルーゴ (CO) - 北西 |

### 地形・地勢
- 河川：ランブロ川（イタリア語版）

### 気候分類・地震分類
気候分類では、zona E, 2547 GGに分類される。
また、イタリアの地震リスク階級 (it) では、zona 4 (sismicità molto bassa) に分類される。

## 行政

### 分離集落
ジュッサーノには、以下の分離集落（フラツィオーネ）がある。
- Birone, Paina-Brugazzo, Robbiano

## 交通

### 鉄道
市域をミラノ＝アッソ線 (it:Ferrovia Milano-Asso) が走る。カルーゴ＝ジュッサーノ駅 (it:Stazione di Carugo-Giussano) は、隣接するカルーゴの市域に所在する。

### 道路
- SS36 (it:Strada statale 36 del Lago di Como e dello Spluga)
- SP6
- SP10
- SP32
- SP110

## 人物

### 著名な出身者
- アルベルト・ダ・ジュッサーノ - 12世紀のコンドッティエーレ（傭兵隊長）
- マルコ・アウレリオ・フォンターナ - 自転車競技選手